# Fabián Vena
Fabián Vena (Buenos Aires, 10 agosto 1968) è un attore argentino di televisione, teatro e cinema.

## Biografia
La sua carriera è iniziata con serie televisiva Soccorro, quinto año che è andata in onda agli inizi degli anni novanta sul Canal 9. Fabián Vena interpretava uno degli studenti dell'indisciplinato corso di 5º anno di un liceo di Buenos Aires. Ha condiviso il cast con Laura Novoa, Norman Briski, Virginia Innocenti, Walter Quiroz, Adriana Salonia e altri.
Dopo questa serie è stato chiamato da Canale 13 per fare il protagonista insieme a Adrián Suar e Diego Torres della serie La banda del Golden Rocket. Qui ha condiviso il cast con altri giovani attori che, come lui, stavano cominciando la loro carriera: Carolina Fal, Fernán Mirás, Andrea Pietra, Araceli González, Gloria Carrá e altri.
Ha partecipato a molte serie televisive, tra queste ricordiamo la serie di Pol-ka, Verdad consecuencia. Lì ha interpretato Leonardo Predás, un politico corrotto che faceva parte del gruppo di amici interpretati da Andrea Pietra, Emilia Mazer, Valentina Bassi, Damián Di Santo, Carlo Santamaría e Antonio Birabent. Successivamente nella terza e ultima stagione della serie si è aggiunta al cast Inés Estévez, attrice con la quale si è sposato nel 2004.
Nel 2003 ha fatto parte del cast della telenovela Resisterè i cui protagonisti erano Pablo Echarri, Celeste Cid e Carolina Fal. Il suo personaggio è stato Mauritius Doval, l'antagonista del personaggio di Pablo Echarri. 
Nel campo teatrale spiccano le sue partecipazioni in La belada del loco Villón, Calígula, Romeo e Julieta Desde la lona, ha legado un inspector di J. B. Priestley, Sinvergüenzas, La variaciones Goldberg, loca di Tom Topor, La resistible ascensión de Arturo Ui, la duda, nel 2008 nelle opere dirette da Inés Estévez Gabado (Tape) di Stephen Belber, la vuelta al hogar (Lenny), la sombra de federico algo en comun.
Per quanto riguarda il cinema ha preso parte a molti film argentini dove ha lavorato sotto la direzione di Adolfo Aristarain, Alejandro Agresti, Raúl Perrone, Sergio Renán e altri.
È stato protagonista della sitcom Una de dos insieme a Florencia Peña e Luis Luque nella quale interpretava l'amante di Peña, serie che è stata cancellata per scarsi ascolti.
Nel 2010 ha preso parte come Caín, nella telenovela Caín y Abel, in onda su Telefe. 
Nel 2014 ha preso parte alla telenovela Somos Familia dove ha interpretato Pablo Navarro, il fratello del protagonista, che si innamora di Julieta Paz, personaggio interpretato da Paula Morales la sua attuale fidanzata.
Nel 2018 è stato aggiunto al cast della telenovela Golpe al corazón nel ruolo del chirurgo Franco Rocamora.

## Vita privata
Nel 2004 si è sposato con l'attrice Inés Estévez e nel 2011 hanno adottato 2 bambine di nome Cielo e Vida. Nel 2013 hanno divorziato.
Dal 2014 ha una relazione con l'attrice Paula Morales, da cui l'8 gennaio 2015 è nato loro figlio, Valentino.

## Filmografia

### Televisione
| Año       | Título                      | Canal      | Personaje        |
| --------- | --------------------------- | ---------- | ---------------- |
| 1990      | Socorro, quinto año         | Canal 9    | Fabián           |
| 1991      | Estado civil                | Canal 13   |                  |
| 1991      | La banda del Golden Rocket  | Canal 13   | Fabián           |
| 1993      | Alta comedia (unitario)     | Canal 9    | -                |
| 1996-1998 | Verdad consecuencia         | Canal 13   | Leonardo Predás  |
| 2000      | Tiempo final                | Telefe     | -                |
| 2002      | Tiempo final                | Telefe     | Adrián           |
| 2003      | Resistiré                   | Telefe     | Mauricio Dobal   |
| 2004-2005 | Mosca & Smith               | Telefe     | Melchor Mosca    |
| 2006      | El tiempo no para           | Canal 9    | Martín           |
| 2008      | Una de dos                  | Telefe     | Julio            |
| 2008-2009 | Los exitosos Pells          | Telefe     | -                |
| 2009      | Tratame bien                | Canal 13   | Ezequiel         |
| 2010      | Todos contra Juan 2         | Telefe     | El mismo         |
| 2010      | Lo que el tiempo nos dejó   | Telefe     | -                |
| 2010      | Caín y Abel                 | Telefe     | Simón Vedia      |
| 2011      | Maltratadas                 | América TV | -                |
| 2011      | Historias de la primera vez | Canal 9    | Gastón de la Ruá |
| 2011      | Los únicos                  | Canal 13   | Mauro            |
| 2012      | La dueña                    | Telefe     | Diego Lacroix    |
| 2012      | 23 pares                    | Canal 9    | Gustavo Iturrioz |
| 2013      | Historias de diván          | Telefe     | Horacio          |
| 2013      | Televisión por la justicia  | Canal 9    | Sergio           |
| 2014      | Una famiglia quasi perfetta | Telefe     | Pablo Navarro    |
| 2015      | Conflictos modernos         | Canal 9    | -                |
| 2016      | Silencios de familia        | Canal 13   | Beto Gutiérrez   |
| 2017      | La Pulsera                  | Ondemand   | -                |
| 2018      | Golpe al corazón            | Telefe     | -                |
| 2018-2019 | Mi hermano es un clon       | Canal 13   | Gabriel Méndez   |
| 2018      | Encierros                   | TV Pública | -                |

### Cinema
- El sueño de los héroes, regia di Sergio Renán (1996)
- Dejala Correr (2001)
- Pasos (2005)
- Amorosa soledad (2008)
- La receta (2009)
- El dedo (2011)
- Extraños en la noche (2012)

## Premi
| Anno | Premi                            | Categoria                                              | Programma                         | Risultato |
| ---- | -------------------------------- | ------------------------------------------------------ | --------------------------------- | --------- |
| 1998 | Premi Martín Fierro              | Migliore Attore Protagonista di Dramma                 | Verdad consecuencia               | Nominato  |
| 2003 | Premi Martín Fierro              | Migliore Attore Protagonista di Romanzo                | Resistiré                         | Vincente  |
| 2004 | Premi Martín Fierro              | Migliore Attore Protagonista di Unitario e/o Miniserie | Mosca & Smith                     | Nominato  |
| 2005 | Premi Martín Fierro              | Migliore Attore Protagonista di Commedia               | Mosca & Smith                     | Nominato  |
| 2006 | Premi Martín Fierro              | Migliore Partecipazione Speciale in Finzione           | El tiempo no para                 | Nominato  |
| 2009 | Premi Martín Fierro              | Migliore Partecipazione Speciale in Finzione           | Los exitosos Pells e Tratame bien | Nominato  |
| 2010 | Premi Martín Fierro              | Migliore Attore Protagonista di Unitario e/o Miniserie | Lo que el tiempo nos dejó         | Nominato  |
| 2010 | Premio Konex - Diploma al Merito | Migliore Attore di Televisione del decennio            |                                   | Vincente  |